# Pařížská libra
Pařížská libra (francouzsky Livre parisis [livʁ paʁizi]) byla měna a početní jednotka užívaná ve Francouzském království. Její název byl odvozen od Paříže, kde se ve zdejší mincovně razily mince. Dělila se na 20 sous po 12 denierech.
Pařížská libra se užívala jako početní jednotka na královském dominiu do roku 1203, kdy byla nahrazena tourskou librou, podle které se od roku 1266 razil tourský groš. Na některých územích Francie se pařížská libra užívala až do roku 1667, kdy ji Ludvík XIV. definitivně zakázal. Její hodnota byla stanovena na 1,25 tourské libry.